# 22 de novembro
22 de novembro é o 326.º dia do ano no calendário gregoriano (327.º em anos bissextos). Faltam 39 dias para acabar o ano.

## Eventos históricos

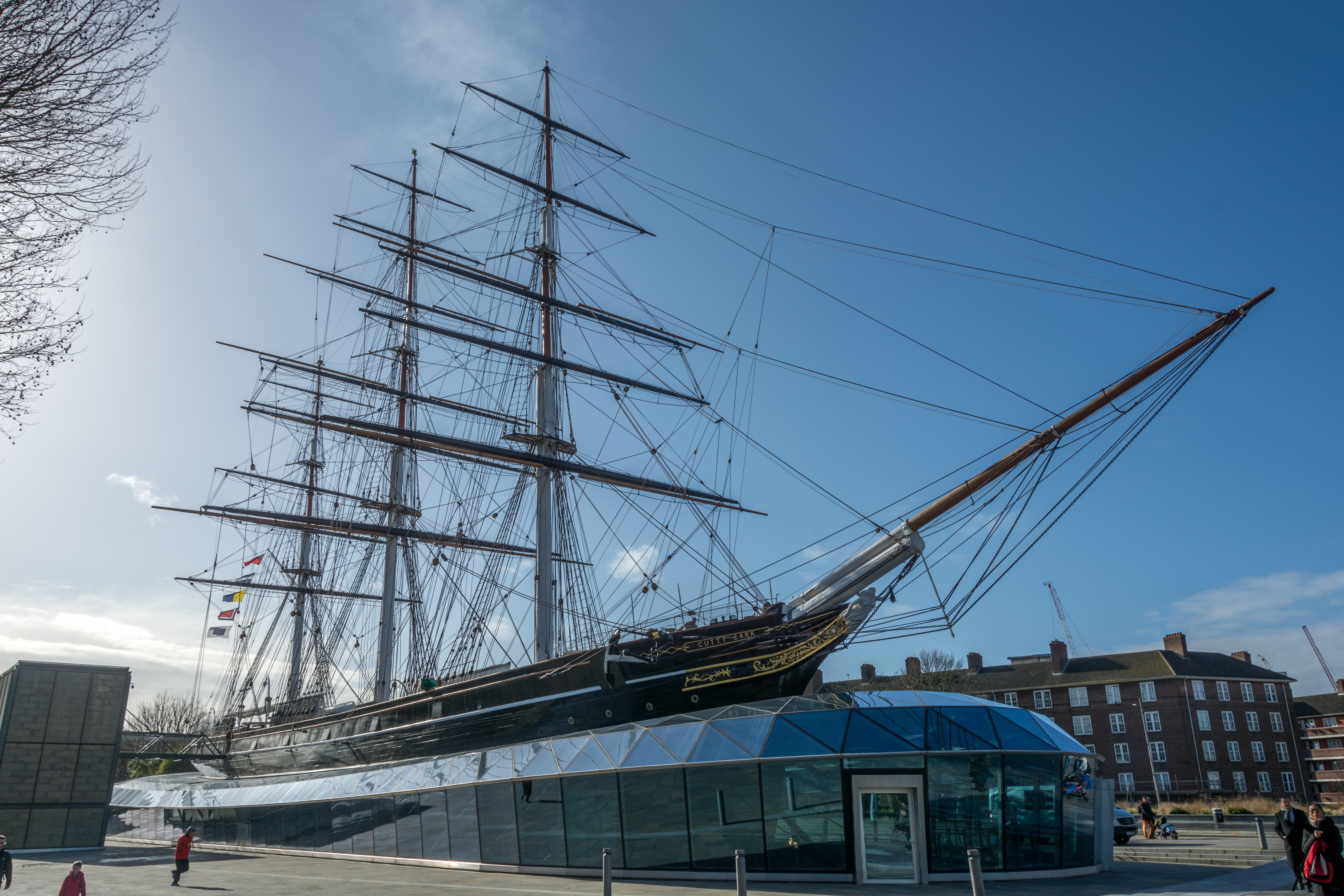
1869: O veleiro Cutty Sark

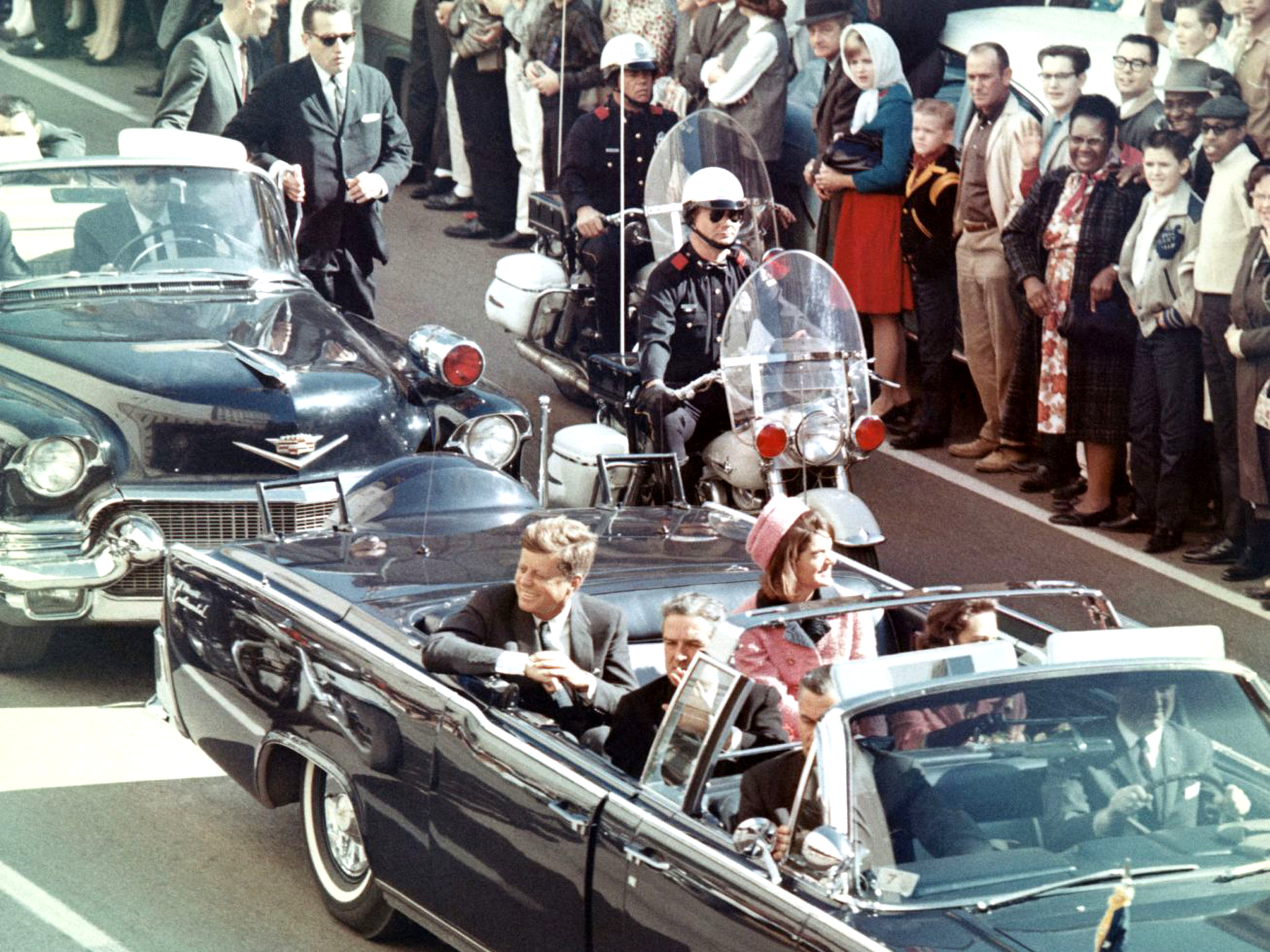
1963: Assassinato de John F. Kennedy

- 0498 — Após a morte do Papa Anastácio II, Símaco é eleito papa no Palácio de Latrão, enquanto Lourenço é eleito papa em Santa Maria Maggiore.
- 1307 — O Papa Clemente V emite a bula papal Pastoralis praeminentiæ, instruindo todos os monarcas cristãos da Europa a prender todos os Templários e apreender seus bens.
- 1546 — Calvino edita um decreto que regulamenta os nomes que devem ser dados e os que são proibidos aos recém-nascidos em Genebra.
- 1574 — O navegador espanhol Juan Fernández descobre ilhas hoje conhecidas como Ilhas Juan Fernández ao largo do Chile.
- 1718 — O tenente da Marinha Real Britânica Robert Maynard ataca e embarca nos navios do pirata britânico Edward Teach (mais conhecido como Barba Negra) na costa da Província da Carolina do Norte. As baixas de ambos os lados incluem o primeiro oficial de Maynard, Mister Hyde, e o próprio Teach.
- 1766 — É fundado a Vila de Nossa Senhora dos Prazeres das Lajes, que veio a se tornar a cidade de Lages.
- 1869 — Em Dumbarton, na Escócia, o veleiro Cutty Sark é lançado e é um dos últimos veleiros já construídos, e o único que ainda sobrevive até hoje.
- 1908 — O Congresso de Manastir estabelece o alfabeto albanês.
- 1910 — A Revolta da Chibata foi um motim naval resultado do uso de chibatadas por oficiais navais brancos ao punir marinheiros afro-brasileiros e mulatos.
- 1924 — É nomeado em Portugal o 41.º governo republicano, chefiado pelo presidente do Ministério José Domingues dos Santos.
- 1940 — Segunda Guerra Mundial: após a inicial invasão italiana, as tropas gregas contra-atacam a Albânia ocupada pelos italianos e capturam Korçë.
- 1943
  - O Líbano torna-se independente da França.
  - Segunda Guerra Mundial: Conferência do Cairo: o presidente dos Estados Unidos, Franklin D. Roosevelt, o primeiro-ministro britânico Winston Churchill e o chefe do governo nacional chinês Chiang Kai-shek se reúnem no Cairo, Egito, para discutir maneiras de derrotar o Japão.
- 1956 — Os Jogos Olímpicos de Verão, são abertos em Melbourne, na Austrália.
- 1955 
  - A União Soviética lança RDS-37, uma bomba de hidrogênio de dois estágios de 1,6 megaton projetada por Andrei Sakharov. A bomba foi lançada sobre a Área de Testes de Semipalatinsk.[1]
  - A Câmara dos Deputados aprova o afastamento definitivo de Café Filho da presidência da república e confirma Nereu Ramos como presidente do Brasil até a posse de Juscelino Kubitschek.
- 1963 — O presidente dos Estados Unidos John F. Kennedy é assassinado e o governador do Texas, John Connally, é gravemente ferido por Lee Harvey Oswald, que também matou o policial J. D. Tippit, depois de fugir do local.
- 1966 — Tem fim, no Brasil, o recesso parlamentar instituído pelo AC 23.
- 1967 — É adotada a Resolução 242 do Conselho de Segurança das Nações Unidas, estabelecendo um conjunto de princípios destinados a orientar as negociações para um acordo de paz árabe-israelense.
- 1968 — Ditadura Militar Brasileira: é criado o Conselho Superior de Censura.
- 1974 — A Assembleia Geral das Nações Unidas concede à Organização de Libertação da Palestina a condição de observador.
- 1975 — João Carlos I é coroado Rei da Espanha após a morte do caudilho Francisco Franco.
- 1977 — A British Airways inaugura um serviço regular de Londres a Nova Iorque com o avião supersônico Concorde.
- 1978 — Toma posse em Portugal o IV Governo Constitucional, um governo da iniciativa presidental de António Ramalho Eanes, chefiado pelo primeiro-ministro Carlos Alberto da Mota Pinto.
- 1979 — Brasil: restabelecido o pluripartidarismo, com extinção do MDB e da ARENA.
- 1984 — É inaugurada a Usina de Tucuruí, uma das maiores usina hidrelétrica do Brasil.
- 1988 — Assassinato de Gordon Church.
- 1990 — A primeira-ministra britânica Margaret Thatcher retira-se da eleição para a liderança do Partido Conservador, confirmando o fim de seu mandato de primeira-ministra.
- 1994 — O console de videogame Sega Saturn é lançado no Japão.
- 1995 — Toy Story é lançado como o primeiro longa-metragem criado inteiramente com imagens geradas por computador.
- 2004 — Começa a Revolução Laranja na Ucrânia, resultante das eleições presidenciais.
- 2005 — Angela Merkel se torna a primeira mulher a ocupar o cargo de Chanceler da Alemanha, sendo que ocupará o cargo por 16 anos.
- 2012 — Começa o cessar-fogo entre o Hamas na Faixa de Gaza e Israel após oito dias de violência e 150 mortes.

## Nascimentos

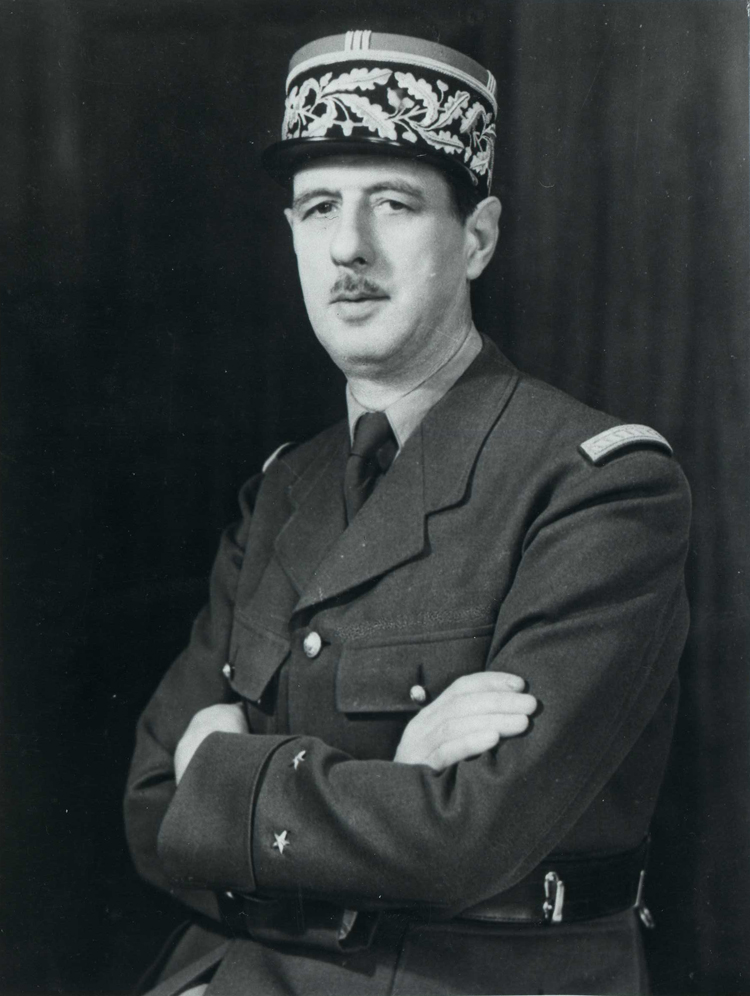
Charles de Gaulle

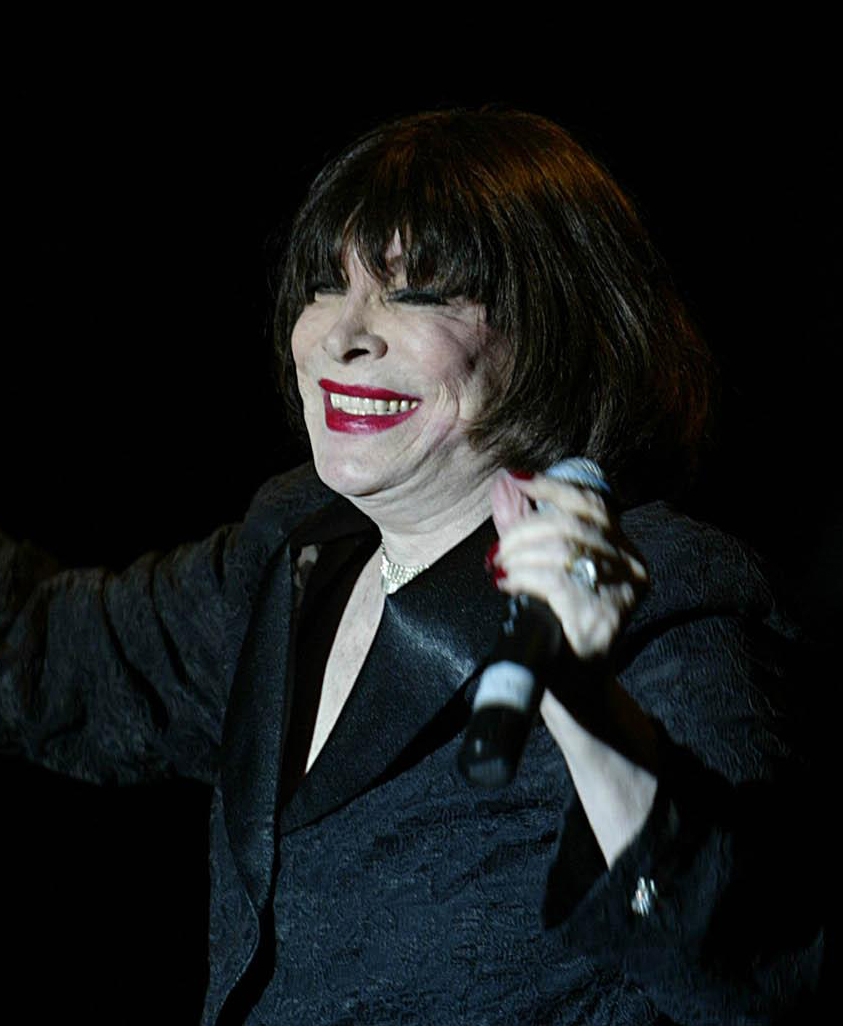
Marlene

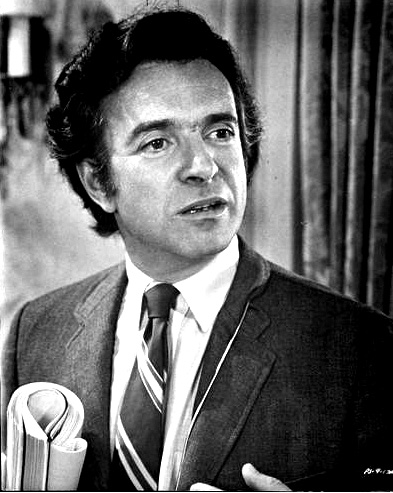
Arthur Hiller

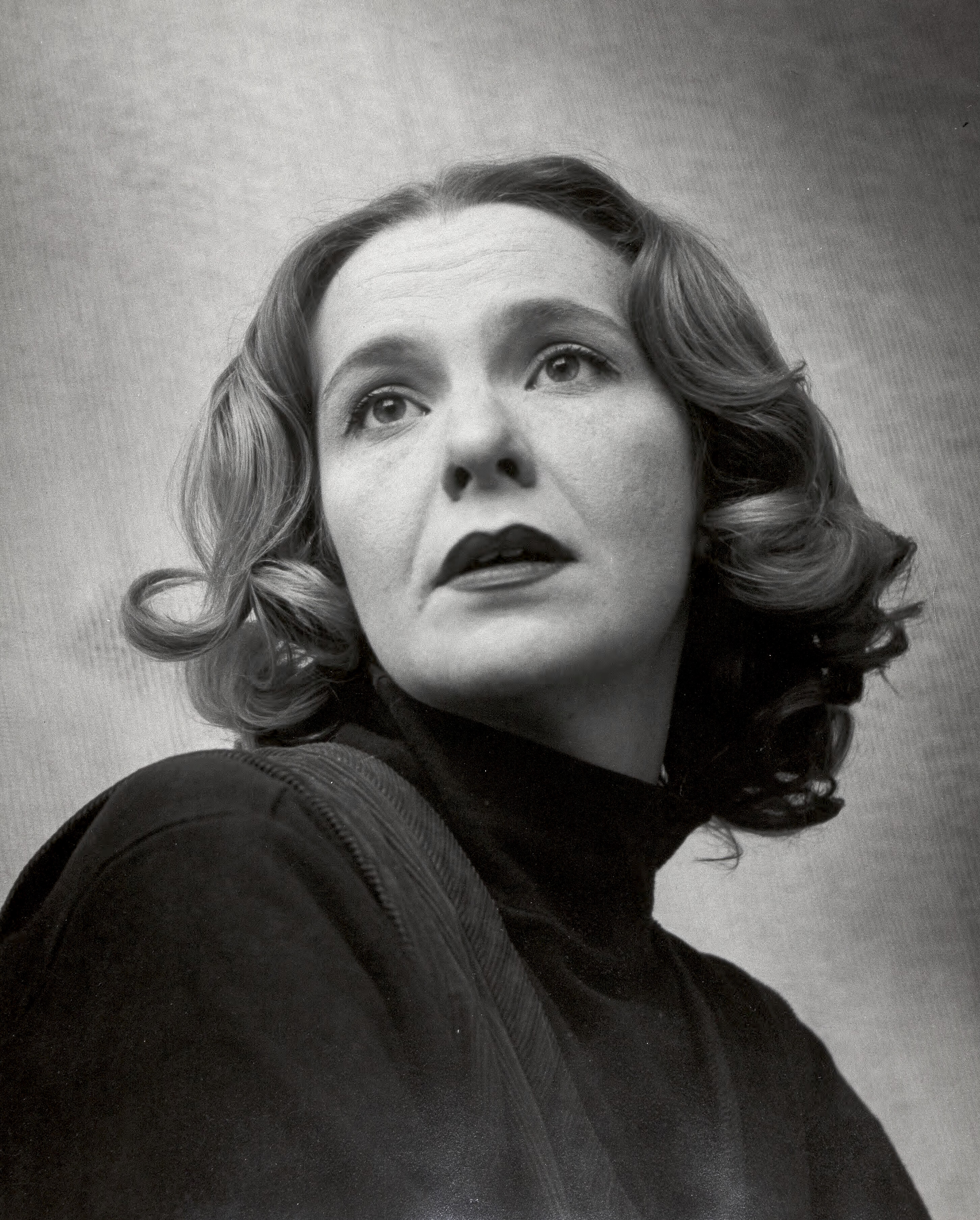
Geraldine Page

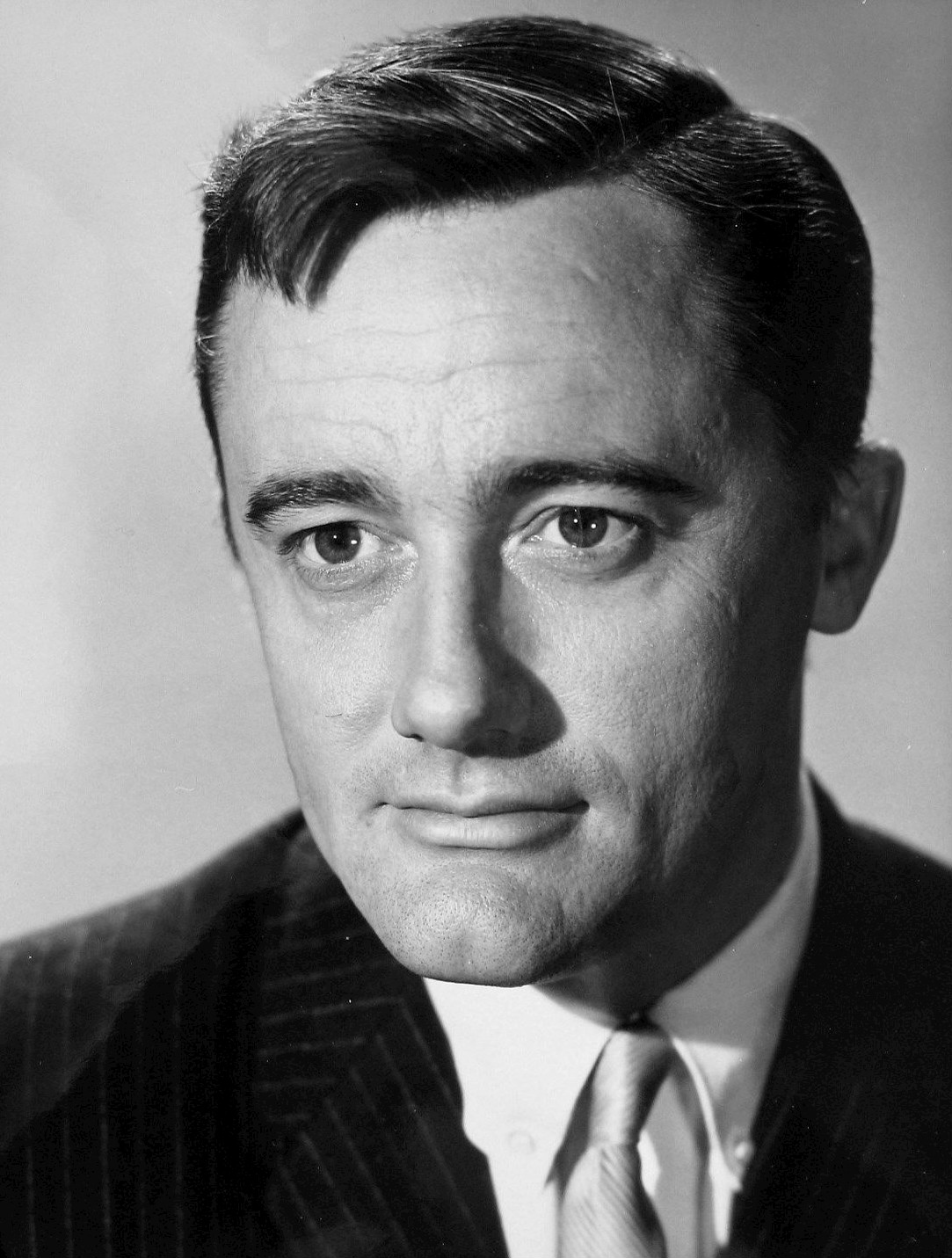
Robert Vaughn

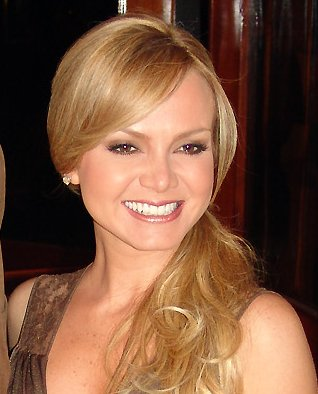
Eliana

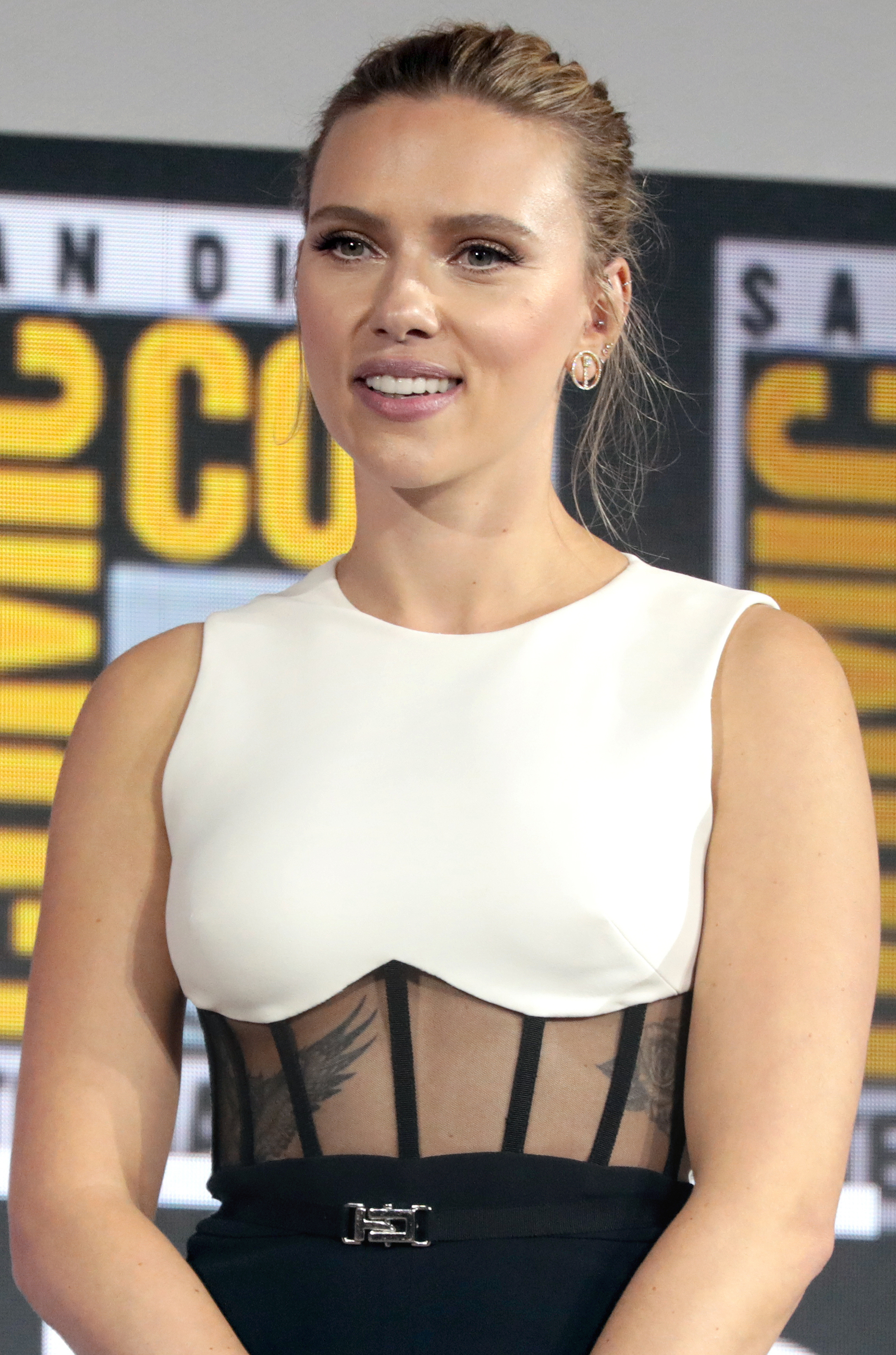
Scarlett Johansson

### Anteriores ao século XIX
- 1428 — Ricardo Neville, 16.° Conde de Warwick (m. 1471).
- 1469 — Timoteo Viti, pintor italiano (m. 1523).
- 1532 — Ana da Dinamarca (m. 1585).
- 1533 — Afonso II d'Este, duque de Módena, Régio e Ferrara (m. 1597).
- 1602 — Isabel de Bourbon, Rainha da Espanha (m. 1644).
- 1635 — Francis Willughby, ictiólogo e ornitólogo inglês (m. 1672).
- 1709 — Franz Benda, violinista e compositor tcheco (m. 1786).
- 1710 — Wilhelm Friedemann Bach, organista e compositor alemão (m. 1784).
- 1722 — Antoine-René de Voyer de Paulmy d'Argenson, diplomata e estadista francês (m. 1787).
- 1753 — Dugald Stewart, filósofo britânico (m. 1828).
- 1792 — Fernando, Príncipe Hereditário da Dinamarca (m. 1953).

### Século XIX
- 1801 — Antão José Maria de Almada (m. 1834).
- 1808 — Thomas Cook, empresário britânico (m. 1892).
- 1817 — François Bonvin, pintor francês (m. 1887).
- 1819 — George Eliot, novelista britânica (m. 1880).
- 1852 — Estournelles de Constant, diplomata e político francês (m. 1924).
- 1859 — Fusajiro Yamauchi, empresário japonês (m. 1940).
- 1861 — Ranavalona III, rainha de Madagáscar (m. 1917).
- 1869 — André Gide, escritor francês (m. 1951).
- 1875 — Tomás Berreta, político uruguaio (m. 1947).
- 1876 — Emil Beyer, ginasta e triatleta alemão (m. 1934).
- 1877
  - Endre Ady, poeta húngaro (m. 1919).
  - Hans Gamper, político e atleta suíço (m. 1930).
- 1878 — Miguel Alexandrovich da Rússia (m. 1918).
- 1881 — İsmail Enver, político e militar turco (m. 1922).
- 1883 — Conrado da Baviera, militar alemão (m. 1969).
- 1890 — Charles de Gaulle, estadista francês (m. 1970).
- 1893 — Masaharu Taniguchi, líder religioso japonês (m. 1985).
- 1894 — Friedrich Hoßbach, militar alemão (m. 1980).
- 1898
  - Gabriel González Videla, político chileno (m. 1980).
  - José María Gil-Robles, político e advogado espanhol (m. 1980).

### Século XX

#### 1901–1950
- 1901 — Joaquín Rodrigo, compositor e maestro espanhol (m. 1999).
- 1902
  - Philippe Leclerc de Hauteclocque, general francês (m. 1947).
  - André Patry, astrônomo francês (m. 1960).
- 1904
  - Miguel Covarrubias, pintor, ilustrador e caricaturista mexicano (m. 1957).
  - Louis Néel, físico francês (m. 2000).
  - Roland Winters, ator norte-americano (m. 1989).
- 1906 — Jørgen Juve, futebolista norueguês (m. 1983).
- 1913
  - Benjamin Britten, compositor e pianista britânico (m. 1976).
  - Gardnar Mulloy, tenista estadunidense (m. 2016).
  - Nikolay Latyshev, árbitro de futebol e futebolista russo (m. 1999).
- 1914
  - Peter Townsend, aviador e militar anglo-birmanês (m. 1995).
  - Frank Graham, locutor de rádio e dublador norte-americano (m. 1950).
- 1917 — Andrew Huxley, fisiologista britânico (m. 2012).
- 1921 — Rodney Dangerfield, produtor, ator e comediante estadunidense (m. 2004).
- 1922 — Marlene, cantora e atriz brasileira (m. 2014).
- 1923 — Arthur Hiller, diretor de cinema canadense (m. 2016).
- 1924 — Geraldine Page, atriz e cantora estadunidense (m. 1987).
- 1928 — Maria Esperanza de Bianchini, visionária venezuelana (m. 2004).
- 1929 — Waltel Branco, maestro, compositor e arranjador brasileiro (m. 2018).
- 1930
  - Peter Hurford, organista e compositor britânico (m. 2019).
  - Owen Garriott, astronauta estadunidense (m. 2019).
  - Peter Hall, diretor e ator britânico (m. 2017).
- 1932
  - Günter Sawitzki, futebolista alemão (m. 2020).
  - Robert Vaughn, ator estadunidense (m. 2016).
- 1934 — Jackie Pretorius, automobilista sul-africano (m. 2009).
- 1935 — Ludmila Belousova, patinadora artística russa (m. 2017).
- 1936 — Camilo Nogueira Román, político e economista espanhol.
- 1937
  - Leon Hirszman, cineasta, documentarista e autor de ficção brasileiro (m. 1987).
  - Nikolai Kapustin, compositor e pianista ucraniano (m. 2020).
- 1938
  - Alexander Scott, futebolista britânico (m. 2001).
  - Tomás Taveira, arquiteto português.
- 1940
  - Terry Gilliam, ator estadunidense.
  - Alberto Fouilloux, futebolista chileno (m. 2018).
- 1941
  - Gustavo Peña, futebolista mexicano (m. 2021).
  - Javier Vargas, ex-futebolista mexicano.
- 1942 — Johny Schleck, ex-ciclista luxemburguês.
- 1943
  - Billie Jean King, ex-tenista estadunidense.
  - Safi Faye, diretora de cinema e etnóloga senegalesa (m. 2023).
- 1945
  - Kari Tapio, cantor finlandês (m. 2010).
  - Paulo Sérgio Machado, bispo brasileiro (m. 2024).
- 1956 — Iaroslav Yeudoqiumov, cantor russo.
- 1947
  - Alfredo Cristiani, político salvadorenho.
  - Nevio Scala, ex-futebolista, treinador de futebol e dirigente esportivo italiano.
  - Max Romeo, músico jamaicano.
- 1948 — Radomir Antić, futebolista e treinador de futebol sérvio (m. 2020).
- 1950
  - Etepe Kakoko, ex-futebolista congolês.
  - Art Sullivan, cantor belga (m. 2019).
  - Steven Van Zandt, cantor, músico, produtor musical, ator e DJ norte-americano.

#### 1951–2000
- 1951
  - Kent Nagano, maestro e compositor estadunidense.
  - Lidia Semenova, enxadrista ucraniana.
- 1952 — Jorge Fossati, ex-futebolista e treinador de futebol uruguaio.
- 1953
  - Chase Carey, executivo estadunidense.
  - Matija Ljubek, canoísta croata (m. 2000).
- 1954 — Guida Vianna, atriz brasileira.
- 1955 — Sue Novara, ex-ciclista estadunidense.
- 1956
  - Fernando Gomes, futebolista português (m. 2022).
  - Richard Kind, ator estadunidense.
- 1957
  - Alwyn Morris, ex-canoísta canadense.
  - Alan Stern, astrônomo norte-americano.
- 1958 — Jamie Lee Curtis, atriz estadunidense.
- 1959
  - Oleg Vasiliev, ex-patinador artístico russo.
  - Frank McAvennie, ex-futebolista britânico.
  - Marek Ostrowski, futebolista polonês (m. 2017).
- 1960 — Victoria Paris, atriz estadunidense de filmes eróticos (m. 2021).
- 1961
  - Alemão, ex-futebolista e treinador de futebol brasileiro.
  - Mariel Hemingway, atriz estadunidense.
  - Márcia Huçulak, enfermeira e política brasileira.
- 1962 — Steve DeOssie, ex-jogador profissional de futebol americano estadunidense.
- 1963
  - Zé Teodoro, ex-futebolista e treinador de futebol brasileiro.
  - Domingos Castro, ex-atleta português.
  - Tony Mowbray, ex-futebolista e treinador de futebol britânico.
  - Dionísio Castro, ex-atleta português.
- 1965
  - Mads Mikkelsen, ator dinamarquês.
  - Chiquinho Conde, ex-futebolista e treinador de futebol moçambicano.
  - Vincent Guérin, ex-futebolista francês.
- 1966
  - Isabel de Herédia, pretendente portuguesa.
  - Dmitry Rybolovlev, empresário russo.
  - Michael K. Williams, ator norte-americano (m. 2021).
  - Nicholas Rowe, ator britânico.
- 1967
  - Mark Ruffalo, ator estadunidense.
  - Boris Becker, ex-tenista alemão.
- 1969
  - Rogério Romero, ex-nadador brasileiro.
  - Marjane Satrapi, escritora, cineasta e roteirista iraniana.
- 1971
  - Cecilia Suárez, atriz mexicana.
  - Stefan Johannesson, ex-árbitro de futebol sueco.
- 1972 — Eliana, cantora e apresentadora de televisão brasileira.
- 1973
  - Souleymanou Hamidou, ex-futebolista camaronês.
  - Alexandra Fusai, ex-tenista francesa.
  - Chad Trujillo, astrônomo norte-americano.
- 1974
  - David Pelletier, ex-patinador artístico canadense.
  - Leila Sobral, ex-basquetebolista brasileira.
- 1975 — James Madio, ator estadunidense.
- 1976
  - Ville Valo, cantor finlandês.
  - Torsten Frings, ex-futebolista e treinador de futebol alemão.
  - Jonathan Perry, ex-futebolista neozelandês.
- 1977
  - Celia Blanco, atriz espanhola.
  - Santiago Acasiete, ex-futebolista peruano.
  - Daniel Imhof, ex-futebolista canadense.
  - Luisa González, política e advogada equatoriana.
  - Edgar Robles, futebolista paraguaio (m. 2016).
- 1978 — Karen O, cantora estadunidense.
- 1980
  - Roberta Santiago, atriz e cantora brasileira.
  - Yaroslav Rybakov, atleta de salto em altura russo.
  - Shawn Fanning, programador e empresário estadunidense.
- 1981
  - Seweryn Gancarczyk, ex-futebolista polonês.
  - Song Hye-kyo, atriz sul-coreana.
- 1982
  - Mathieu Bodmer, ex-futebolista francês.
  - Yakubu Aiyegbeni, ex-futebolista nigeriano.
  - Charlene Choi, modelo e atriz chinesa.
  - Nalanda, cantora brasileira.
  - Steve Angello, DJ e produtor musical greco-sueco.
- 1983 — Tyler Hilton, ator e cantor estadunidense.
- 1984
  - Scarlett Johansson, atriz e cantora estadunidense.
  - Tiaguinho, ex-futebolista brasileiro.
- 1985
  - Lukáš Pešek, motociclista tcheco.
  - Asamoah Gyan, ex-futebolista ganês.
  - Mandy Minella, tenista luxemburguesa.
  - Ayoze García Pérez, ex-futebolista espanhol.
  - Dieumerci Mbokani, futebolista congolês.
  - Makoto Okiguchi, ginasta japonês.
- 1986
  - Oscar Pistorius, ex-atleta paralímpico sul-africano.
  - Sebastián Zurita, ator mexicano.
- 1987
  - Marouane Fellaini, ex-futebolista belga.
  - Nelson Barahona, futebolista panamenho.
- 1988 — Jamie Campbell Bower, ator britânico.
- 1989
  - Alden Ehrenreich, ator estadunidense.
  - Chris Smalling, futebolista britânico.
  - Gabriel Torje, futebolista romeno.
- 1990 — Nathan Sinkala, futebolista zambiano.
- 1991 — Michael Vink, ciclista neozelandês.
- 1992
  - Leong Ka Hang, futebolista macaense.
  - Carles Gil, futebolista espanhol.
  - Mohamed Al Ghanodi, futebolista líbio.
- 1993
  - Adèle Exarchopoulos, atriz francesa.
  - Saturnin Allagbé, futebolista beninense.
  - Marc Soler, ciclista espanhol.
  - Kihyun, cantor e dançarino sul-coreano.
- 1994 — Dacre Montgomery, ator australiano.
- 1995
  - Katherine McNamara, cantora, atriz e modelo estadunidense.
  - Trevor Tordjman, ator e dançarino canadense.
- 1996
  - Mackenzie Lintz, atriz estadunidense.
  - Hailey Baldwin, modelo estadunidense.
  - Madison Davenport, atriz estadunidense.
- 1997 — Pedro Perotti, futebolista brasileiro.
- 1998 — Mondop Heamtan, ator, cantor e modelo tailandês.
- 1999
  - Olivia Rose Keegan, atriz norte-americana.
  - David Stakston, ator norueguês.
- 2000 — Auli'i Cravalho, cantora e atriz estadunidense.

## Mortes

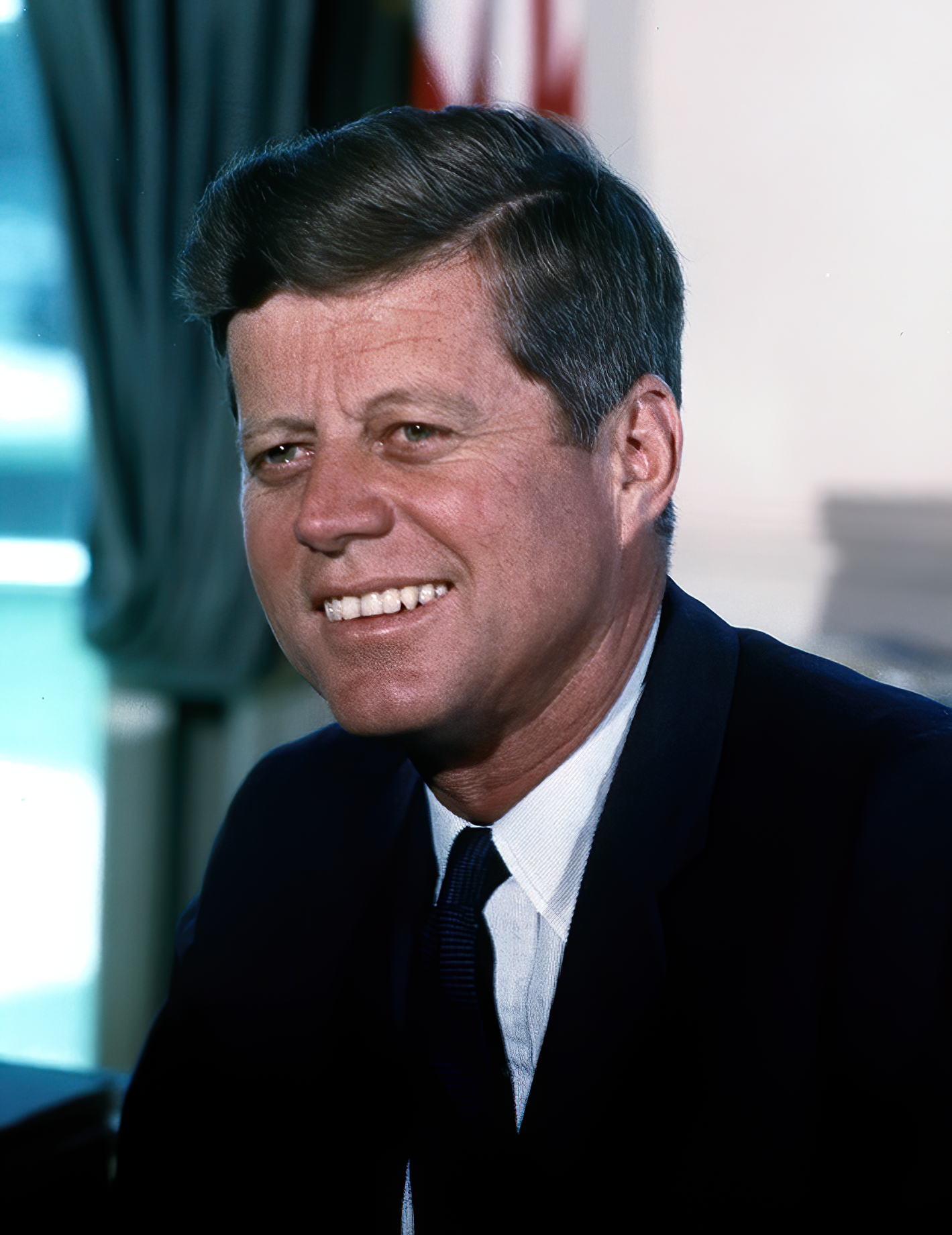
John F. Kennedy

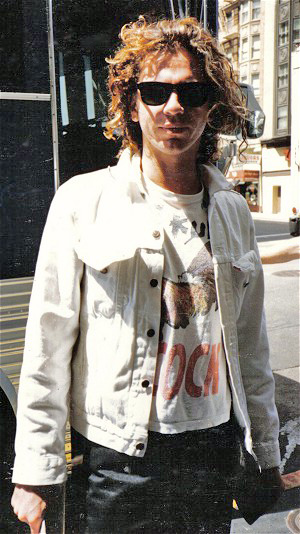
Michael Hutchence

### Anteriores ao século XIX
- 1249 — As-Salih Ayyub, sultão egípcio (n. 1205).
- 1286 — Érico V da Dinamarca (n. 1249).
- 1718 — Barba Negra, corsário inglês (n. 1680).
- 1760 — Charles Alston, botânico britânico (n. 1683).

### Século XIX
- 1819 — John Stackhouse, botânico britânico (n. 1742).
- 1866 — Prosper de Barante, político e historiador francês (n. 1782).
- 1875 — Henry Wilson, político estadunidense (n. 1812).
- 1900 — Arthur Sullivan, compositor britânico (n. 1842).

### Século XX
- 1916 — Jack London, escritor estadunidense (n. 1876).
- 1920 — Manuel Pérez y Curis, poeta uruguaio (n. 1884).
- 1944 — Arthur Stanley Eddington, astrofísico britânico (n. 1882).
- 1955 — Shemp Howard, comediante estadunidense (n. 1895).
- 1963
  - Aldous Huxley, escritor britânico (n. 1894).
  - Clive Staples Lewis, escritor irlandês (n. 1898).
  - John F. Kennedy, político estadunidense (n. 1917).
  - Wilhelm Beiglböck, médico alemão (n. 1905).
- 1967 — Pavel Korin, pintor russo (n. 1892).
- 1980 — Mae West, atriz e escritora estadunidense (n. 1893).
- 1981 — Hans Adolf Krebs, médico e bioquímico anglo-alemão (n. 1900).
- 1986 — Scatman Crothers, ator estadunidense (n. 1910).
- 1988
  - Gordon Church, estudante americano assassinado (n. 1960).
  - Luis Barragán, arquiteto mexicano (n. 1902).
  - Raymond Dart, anatomista e antropólogo australiano (n. 1893).
- 1993 — Anthony Burgess, escritor britânico (n. 1917).
- 1996 — María Casares, atriz hispano-francesa (n. 1922).
- 1997 — Michael Hutchence, cantor australiano (n. 1960).
- 1998 — Stu Ungar, jogador de pôquer estadunidense (n. 1953).
- 2000
  - Carlos Cardoso, jornalista moçambicano (n. 1951).
  - Emil Zátopek, atleta tcheco (n. 1922).

### Século XXI
- 2007
  - Maurice Béjart, dançarino e coreógrafo francês (n. 1929).
  - Verity Lambert, cineasta britânica (n. 1935).
- 2008 — MC Breed, rapper estadunidense (n. 1971).
- 2009 — Juan Carlos Muñoz, futebolista argentino (n. 1919).
- 2010 — Urbano Navarrete Cortés, cardeal católico espanhol (n. 1920).
- 2011
  - Danielle Mitterrand, ativista francesa (n. 1924).
  - Lynn Margulis, bióloga estadunidense (n. 1938).
- 2013 — Jancarlos, futebolista brasileiro (n. 1983).
- 2014 — Seu Lunga, poeta brasileiro (n. 1927).
- 2019 — Henry Sobel, rabino brasileiro (n. 1944).
- 2022
  - Erasmo Carlos, cantor e compositor brasileiro (n. 1941).
  - Pablo Milanés, cantor e guitarrista cubano (n. 1943).

## Feriados e eventos cíclicos

### Angola
- Dia do Educador

### Brasil
- Dia do Músico
- Aniversário dos municípios de Piracanjuba (Goiás), Ji-Paraná (Rondônia), Lages (Santa Catarina), Niterói (Rio de Janeiro), Barro (Ceará), Paracuru (Ceará) e Marco (Ceará)

### Cristianismo
- Anfilóquio de Icônio
- Cecília de Roma
- Filémon
- Os 85 Mártires da Inglaterra e de Gales

## Outros calendários
- No calendário romano era o 10.º (X) dia antes das calendas de dezembro.
- No calendário litúrgico tem a letra dominical D para o dia da semana.
- No calendário gregoriano a epacta do dia é *.